# Oberleitungsbus Osnabrück
Der Oberleitungsbus Osnabrück war das Oberleitungsbus-System der Großstadt Osnabrück in Niedersachsen. Es bestand von Dezember 1949 bis 1968 und ersetzte ab Ende der 1950er Jahre die Straßenbahn. Betreiber waren die Stadtwerke Osnabrück.

## Geschichte
Als nach dem Zweiten Weltkrieg das öffentliche Verkehrsnetz in der Stadt wieder aufgebaut worden war, entschied man sich, die Omnibus-Linien vom Rißmüllerplatz nach Eversburg und Atter auf Oberleitungsbusbetrieb umzustellen. Der Betrieb mit Obussen wurde am 2. Dezember 1949 aufgenommen. Die Oberleitung war zunächst nur einspurig angelegt, an mehreren Stellen gab es Ausweichen. Erst später wurde die Strecke nach und nach zweispurig ausgebaut. Anfangs verkehrte eine durchgehende Linie 5 vom Rißmüllerplatz zur Piesberger Straße, anschließend erfolgte deren Aufteilung in die Linien 5a nach Eversburg und 5b nach Atter.
Zunächst standen nur zwei Obusse von Henschel mit den Nummern 121 und 122 zur Verfügung. Sie wurden nach wenigen Monaten um zwei weitere Fahrzeuge und bis 1955 um weitere vier Wagen ergänzt. Um auch Verkehrsspitzen bewältigen zu können, beschaffte das Unternehmen mehrere Busanhänger, die flexibel hinter Omnibussen und Obussen eingesetzt werden konnten. Der Anhänger-Betrieb wurde jedoch in der zweiten Hälfte der 1950er Jahre wieder abgeschafft; der Gesetzgeber hat in Deutschland Anfang der 1960er Jahre Busanhänger verboten. Da Omnibusse bereits bis zur Nummer 120 vorhanden waren, wurde 1955 das Nummernsystem umgestellt, den Obussen die Nummern ab 201 zugeteilt.
1957 wurde ein Obusfahrgestell vom Oberleitungsbus Mettmann–Gruiten beschafft, das um eine dritte Achse verlängert und mit einem neuen Aufbau versehen wurde. Dies als Wagen 209 bezeichnete Fahrzeug war der erste Anderthalbdecker-Obus Osnabrücks. Einige der älteren Fahrzeuge wurden bei Generalüberholungen ähnlich umgebaut und neben Eindeckern auch weitere Anderthalbdecker fabrikneu beschafft, die so auch für den Obus-Betrieb in Osnabrück typisch wurden.
Die ersten rund zehn Jahre waren Obusse eine Ergänzung zur Straßenbahn. Das änderte sich mit einem Ratsbeschluss vom März 1958. Nun sollten alle Straßenbahnstrecken eingestellt und durch Oberleitungs- oder schließlich auch Dieselbusse ersetzt werden.
Damit begann der Bau von Obus-Strecken in der Innenstadt. Bereits im Februar 1959 wurde die Linie 5 erweitert:
- Linien 5/50/51/52 Eversburg/Atter – Rißmüllerplatz – Neumarkt – Ebertallee/Rosenburg.

Da die Fahrleitungen der Straßenbahn bereits vorhanden waren, wurden nur geringe Umbauten für den Obus-Betrieb nötig. Die Linienwege änderten sich allerdings an mehreren Stellen und das bisherige mit Straßenbahnen bediente Netz vergrößerte sich. Am 29. Mai 1960 endete in Osnabrück der Straßenbahnbetrieb.
Im Jahre 1966 bestand das Obus-Netz aus drei Hauptlinien mit mehreren Abzweigungen. Die überwiegend als Durchmesserlinien verkehrenden Linien sind bis heute in nur wenig veränderter Form im Osnabrücker Stadtbusnetz vorhanden; die Fahrtziele wurden allerdings getauscht.
- Linien 1/11/12: Hauptbahnhof – Neumarkt – Sandgrube (11)/Mittagskamp (12)
- Linien 2/21/22: Nahne (21)/Berningshöhe (22) – Schölerberg – Neumarkt – Piesberger Straße – Eversburg (21)/Atter Strothesiedlung (22)
- Linie 3/31/32/33: Heger Friedhof (31)/Liszthof (32) – Saarplatz – Neumarkt – Rosenburg – Ebertallee (31)/Schinkel Ost (33)

Das Streckennetz hatte damit eine Länge von ungefähr 26 Kilometern erreicht.
Nach weniger als 20 Jahren endete Mitte 1968 der Obusbetrieb in Osnabrück. Als Grund wurden umfangreiche Bauarbeiten im Stadtgebiet genannt. Die noch vorhandenen ungefähr 30 Fahrzeuge wurden auf Dieselbetrieb umgebaut und danach auf dem Omnibusnetz eingesetzt. Der letzte umgebaute Anderthalbdecker mit der Nummer 202 wurde 1978 abgestellt.
Die Neue Osnabrücker Zeitung berichtet, dass Osnabrücks Erfahrungen mit dem Oberleitungsbus „im Rückblick eher negativ beurteilt werden“. Als Gründe für die Einstellung der Oberleitungsbusse wird in der Neuen Osnabrücker Zeitung genannt: „zu störanfällig, zu unflexibel, zu hohe Investitionen bei Streckenerweiterungen“.

## Zukunft
Es gibt seit einiger Zeit Überlegungen, die Dieselbusse in Osnabrück durch leise, umweltfreundliche Elektrofahrzeuge zu ersetzen. Dazu sind auch wieder Oberleitungsbusse ins Gespräch gekommen. Das Gutachten mit der Kostenschätzung beziffert die Kosten für die Einführung von Obussen mit netto rund 194 Millionen Euro und brutto rund 230 Millionen Euro.
Die Stadt Osnabrück hat 50.000 Einpendler vor allem aus den Umlandgemeinden der Landkreise Osnabrück und Steinfurt und 20.000 Auspendler insbesondere in die Umlandgemeinden. Es besteht die Sorge, dass bei Einrichtung von O-Bussen bis zur Stadtgrenze mit dort zusätzlichen Umstiegen zwischen O-Bus und Dieselbus Fahrgäste verloren gehen könnten, da sie jetzt noch umstiegsfrei mit Regionalbussen aus den Vororten in die Stadtmitte fahren können.
Umstritten ist dabei die Frage, inwieweit das Projekt bezuschusst werden kann. Während die Planungsgesellschaft Nahverkehr Osnabrück (PlaNOS) behauptet, „die Betriebskosten, die Kosten für Fahrzeugbeschaffungen und den laufenden Betrieb sind vollständig kommunal zu tragen“ wird an anderer Stelle von den Planern der Eindruck erweckt, als gäbe es eine Subventionierung der Fahrzeugbeschaffung. Daraufhin warf die Neue Osnabrücker Zeitung der PlaNOS vor, mit falschen Zahlen zu hantieren.
Die für ÖPNV-Förderung zuständige Landesnahverkehrsgesellschaft Niedersachsen (LNVG) hat mitgeteilt, dass es für eine Obus-Förderung „keine Grundlage“ gibt.
Der Bund der Steuerzahler (Landesverband Niedersachsen und Bremen) hat in der Neuen Osnabrücker Zeitung die eventuelle Einführung der Obusse als „Geldverschwendung“ bezeichnet und „Widersprüche“ bei der Finanzierung und Kalkulation der Obusse kritisiert.
Am 2. September 2014 berichtet die Neue Osnabrücker Zeitung, dass in Osnabrück auf die Einführung von Oberleitungsbussen verzichtet werde. Stattdessen wurde später die Einführung von Batteriebussen beschlossen, die per Stromabnehmer an Ladepunkten an den Endhaltestellen beziehungsweise im Depot aufgeladen werden sollen.